# Гірські ліси Альберти
Гірські ліси Альберти (ідентифікатор WWF: NA0501) — неарктичний екорегіон хвойних лісів помірної зони, розташований в Скелястих горах на заході Канади.

## Географія
Екорегіон гірських лісів Альберти охоплює величні Скелясті гори Альберти, які включають східні схили Континентальних хребтів. Він майже повністю розташований в межах канадської провінції Альберта, а також охоплює частину кордону з Британською Колумбією, що простягається від Банффа на північ до Джаспера та Какви. Це область льодовиків та високих, стрімких гір, вкритих хвойними лісами. Найвищою вершиною регіону та всієї Альберти є гора Колумбія висотою 3747 м, на південь від якої розташоване Колумбійське льодовикове поле, найбільше льодовикове поле в Скелястих горах. На заході екорегіон переходить у ліси півночі Центральних Скелястих гір, а на сході — у ліси передгір'їв Альберти та Британської Колумбії.

## Клімат
На більшій частині екорегіону переважає субарктичний клімат (Dfc за класифікацією кліматів Кеппена), а у високогір'ях — тундровий клімат (ET за класифікацією Кеппена). В долинах літо тепле і сухе, а зима м'яка і сніжна, натомість у субальпійських районах літо прохолодне і дощове, а зима холодна і сніжна. Середньорічна температура в екорегіоні становить близько 2,5 °C, середня літня температатура становить 12 °C, а середня зимова температура становить -7,5 °C. Середньорічна кількість опадів коливається від 600 до 800 мм, збільшуючись зі сходу на захід та з висотою над рівнем моря.

## Флора
Рослинний покрив екорегіону представлений хвойними лісами, основу яких складають скручені сосни (Pinus contorta), американські осики (Populus tremuloides), ялини Енгельмана (Picea engelmannii) та сизі ялини (Picea glauca). В центральній і південній частинах регіону зустрічаються тисолисті дуґласії (Pseudotsuga menziesii var. glauca), а на великих висотах — субальпійські ялиці (Abies lasiocarpa). У альпійській зоні поширені карликові чагарники з родини вересових (Ericaceae), осоки (Carex spp.) та гірські дріяди (Dryas octopetala).

## Фауна
Територія екорегіону є домом для багатьох великих ссавців, зокрема для звичайного лося (Alces alces shirasi), лісового карибу (Rangifer tarandus caribou), гірського вапіті (Cervus canadensis nelsoni), чорнохвостого оленя (Odocoileus hemionus) та білохвостого оленя (Odocoileus virginianus). У високогір'ях регіону зустрічаються товстороги (Ovis canadensis) та снігові кози (Oreamnos americanus), а на берегах річок — канадські бобри (Castor canadensis), канадські видри (Lontra canadensis), річкові візони (Neogale vison) та болотяні ондатри (Ondatra zibethicus). Серед хижих ссавців, поширених в екорегіоні, слід відзначити гризлі (Ursus arctos horribilis), барибала (Ursus americanus), канадську рись (Lynx canadensis), північноамериканську пуму (Puma concolor couguar), вовка (Canis lupus), койота (Canis latrans) та звичайну лисицю (Vulpes vulpes). Тут також можна побачити безліч дрібних ссавців, зокрема ільку (Pekania pennanti), американську куницю (Martes americana), американського горностая (Mustela richardsonii), смугастого скунса (Mephitis mephitis), американського борсука (Taxidea taxus), американського зайця (Lepus americanus), червону вивірку (Tamiasciurus hudsonicus), канадського голкошерста (Erethizon dorsatum), сивого бабака (Marmota caligata), американську пискуху (Ochotona princeps) та мідицю-крихітку (Sorex hoyi).
Серед поширених в екорегіоні птахів слід відзначити білохвосту куріпку (Lagopus leucura), канадську дикушу (Canachites canadensis), американського орябка (Bonasa umbellus), жовтобрового тетерука (Dendragapus obscurus), білоголового орлана (Haliaeetus leucocephalus), золотистого декола (Colaptes auratus), вогнистого-колібрі-крихітку (Selasphorus rufus), каліопу (Selasphorus calliope), американську горіхівку (Nucifraga columbiana), канадську сороку (Pica hudsonia), сірого пронурка (Cinclus mexicanus), кордильєрського волоочка (Troglodytes pacificus), західного піві-малюка (Empidonax difficilis), чагарникового піві-малюка (Empidonax oberholseri), бурого дрозда-короткодзьоба (Catharus fuscescens), західного пісняра-лісовика (Setophaga townsendi) та ялинового шишкаря (Loxia curvirostra). 

## Збереження
Близько 67,2 % площі екорегіону є заповідними територіями. Загалом близько 80 % території екорегіону є відносно незайманими. Природоохоронні території включають: Національний парк Банфф, Національний парк Джаспер, Провінційний парк Каква, Природний заповідник Віллмор та Заповідник Гост-Рівер